# Chónos
Chónos, en grec moderne : Χώνος, est un village du dème de Mylopótamos, en Crète, en Grèce. Selon le recensement de 2011, la population de Chónos compte 40 habitants. Il est situé à une altitude de 360 m et à une distance de 50 km de Réthymnon.

## Histoire
Le village est mentionné par Francesco Barozzi, en 1577, sous le nom de Ghono, dans la province de Mylopótamos. Dans le recensement vénitien de 1583, par Pietro Castrofilaca, il est mentionné comme Cono avec 212 habitants, puis par Francesco Basilicata, en 1630, sous le nom de Chono. Dans le recensement ottoman de 1671, il est mentionné sous le nom de Honos avec 14 familles non-musulmanes.

## Recensements de la population
| Recensements | 1900 | 1920 | 1928 | 1940 | 1951 | 1961 | 1971 | 1981 | 1991 | 2001 | 2011 |
| ------------ | ---- | ---- | ---- | ---- | ---- | ---- | ---- | ---- | ---- | ---- | ---- |
| Population   | 263  | 234  | 260  | 311  | 228  | 205  | 150  | 113  | -    | 148  | 40   |